# Allière
Allière – rzeka we Francji, przepływająca przez teren departamentu Calvados, o długości 18,2 km. Stanowi prawy dopływ rzeki Vire.